# Polar (sör)
A Polar (spanyol nevének jelentése: sarki) Venezuela legismertebb söre, a 21. század elején a belföldi sörfogyasztás 80%-át tette ki.

## Története
Az első Polar sör gyártása 1941. március 14-én kezdődött el a Caracas nyugati részén található antímanói kis főzdében, amely 100%-ban venezuelai tőke befektetésével jött létre. 1942-ben az addigi egyliteres kiszerelésről áttértek a ma is népszerű 0,33 literesre (az úgynevezett tercióra), majd egy évvel később Carlos Roubicek sörfőzőmester segítségével megújították a receptet. 1947-ben megváltoztatták a sörösüveg kinézetét: az addigi barna, tömzsi üveg helyett zöld színű és karcsúbb formájút vezettek be. 1950-ben a keleti országrészben is megkezdődött a Polar Pilsen gyártása, egy év múlva pedig megkezdték a terjesztést az Estadio Universitario stadionban is. 1970-ben visszatértek a barna színű üveg használatára, az 1970-es évtized során pedig új gyárat nyitottak meg a nyugati országrészben. 1991-ben ismét módosítottak az üveg alakján, 2002-ben pedig a címkén szereplő jegesmedve kinézetét tervezték át: az eddig ülve ábrázolt állat ettől kezdve négy lábon áll. Ugyanekkor vezették be reklámcélokból a szép venezuelai nőket bemutató naptárukat. 2016-ban, az alapítás 75. évfordulója alkalmából jelent meg a piacon a 355 ml-es, nem visszaváltható üveg.
2016 áprilisának végén az országot sújtó gazdasági válság következtében a Polar sör gyártását is kénytelenek voltak felfüggeszteni, mivel nem jutottak elegendő alapanyaghoz. Az üzletekben korlátozást kellett bevezetni: meghatározták, hogy egy személy legfeljebb mennyi sört vásárolhat összesen. Nicolás Maduro elnök, aki „bűncselekménynek” titulálta a gyárbezárásra vonatkozó döntést, többször is megvádolta a cég elnökét, Lorenzo Mendozát, hogy több másik magáncéggel együtt egy összeesküvésben vesz részt az Amerikai Egyesült Államokkal, amelynek célja, hogy ártson a venezuelai gazdaságnak.

## A Polar Pilsen-naptár
A sör egyik legfontosabb reklámeszköze a 2002 óta létező naptár, amelyben venezuelai modellek fényképei jelennek meg. A naptár szereplői:
- Gabriella Ferrari (2014–)
- Georgina Mazzeo (2015–)
- Grabiela Concepción (2013–)
- Anmarie Camacho (2015–)